# Río Guarinó
Río Guarinó är ett vattendrag i Colombia. Det ligger i den centrala delen av landet, 100 km nordväst om huvudstaden Bogotá.